# Anydrophila
Anydrophila is een geslacht van vlinders van de familie spinneruilen (Erebidae), uit de onderfamilie Catocalinae.

## Soorten
- A. banghaasi Brandt, 1939
- A. distincta Brandt, 1939
- A. fouadi Wiltshire, 1947
- A. hoerhammeri Brandt, 1939
- A. imitatrix Christoph, 1887
- A. intermixta Warren, 1913
- A. mirifica Erschoff, 1874
- A. sabouraudi D. Lucas, 1907
- A. simiola Püngeler, 1900
- A. sirdar Brandt, 1939
- A. stuebeli (Calberla, 1891)